# 프란체스코 베니에르

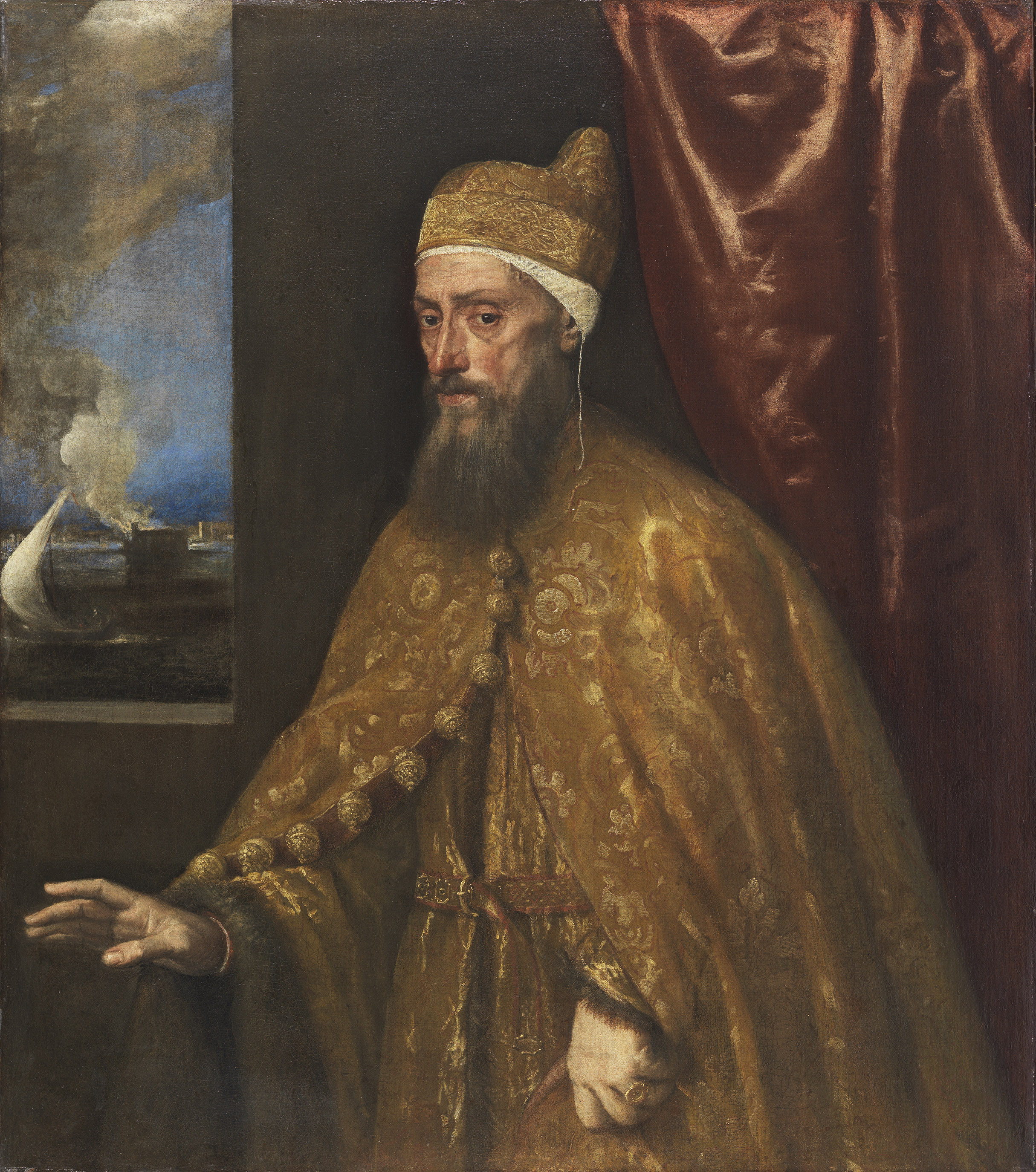
티치아노 작의 프란체스코 베니에르 초상화.

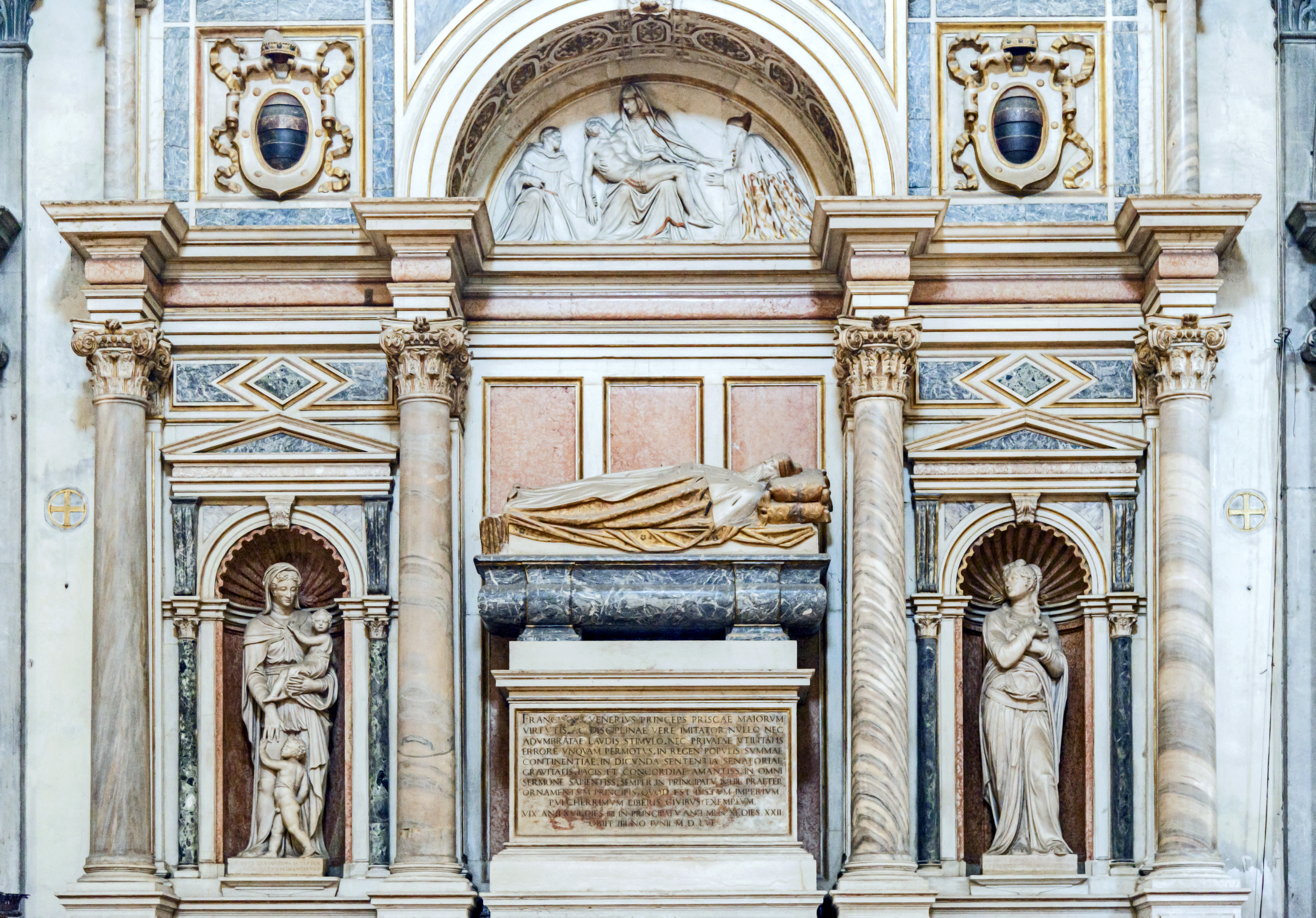
산 살바도르 교회에 위치한 프란체스코 베니에르의 무덤.

프란체스코 베니에르(Francesco Venier)는 1554년부터 1556년까지의 베네치아 공화국의 도제이다.

## 같이 보기
- 베니에르 가